# The World Is My Oyster
《The World Is My Oyster》是韓國女子團體LE SSERAFIM的出道紀錄片，於2022年9月17日在HYBE LABELS的YouTube頻道上公開。紀錄片共有四集，分別描繪了團體的成立、訓練過程、出道準備和出道舞台的真實面貌。紀錄片的副標題「The World Is My Oyster」是取自LE SSERAFIM出道專輯《FEARLESS》中的前奏曲名，具有「不屈服於世界，要屬於自己」的意思。
團體預告片於9月15日發布，成員個別介紹預告片則是9月16日發布。

## 介紹
在紀錄片中，LE SSERAFIM的五位成員宮脇咲良、金采源、許允眞、中村一叶和洪恩採各自分享了自己的夢想、挑戰和成長的故事。宮脇咲良是三度出道的日本偶像，她表示不想再逃避自己想嘗試的事，也不想後悔。金采源是曾經參加過《PRODUCE 48》的歌手，她想要超越大眾預想的形象，展現新的面貌。許允真是曾經一度想要放棄歌手夢的練習生，她希望能讓大眾看見她的自信和實力。中村一葉是具有芭蕾舞長期經驗的日本少女，她對一切都感到陌生，但也不想後悔自己做出的決定。洪恩採是最後才加入團體一起練習的新人，她不想展現出沒有任何經驗的樣子，也想讓大眾知道自己的存在。
紀錄片中也展現了LE SSERAFIM在訓練中流下眼淚、在拍攝中感受到出道、在舞台上感受到幸福和興奮等多種情感。紀錄片公開後得到了粉絲和觀眾們的熱烈反響和支持。

### 第一集
本集講述了成員們在正式出道前的種種情況和準備過程。
一年的練習後，這支新團終於即將出道。他們驚訝地看到了自己的照片在南山塔後面展出，這使他們意識到他們真的要出道了。
時間再往前推，新團成員包括前IZ*ONE成員宮脇咲良和金采源，以及曾經想過放棄K-pop夢想的許允眞。
他們的練習過程充滿了壓力和挑戰，但也同時充滿了期待和興奮。同時，我們也看到新成員中有一些成員的更換。例如，原本的日籍成員Haruka因為各種原因而無法參與出道，而新成員中的中村一叶和洪恩採則加入了團隊。
一叶是個20歲的新生，她在練習過程中需要努力克服語言障礙和技能的不足。她表示，即使她的技能還有待提高，但她會努力學習和進步。另一方面，恩採則是一個有自信的舞者，她希望能在團隊中展現出自己的才華。
這一集的結尾部分，團隊總監和其他成員鼓勵一叶和恩採，並提醒他們雖然接下來的路可能會充滿挑戰，但他們需要相信自己並與團隊其他成員一起共同面對。全體成員也鼓勵一叶和恩採，並表示他們是團隊的一部分，應該互相依賴和共享資訊。

### 第二集
主要焦點在於成員們的內心世界和練習生活。
一開始，我們看到成員金采源在接受訓練的過程中遭遇困難，練習導師指出她的表現稍有不足，並鼓勵她做得更好。接著，我們看到日本成員中村一葉的介紹。她從3歲就開始學習芭蕾，並目前在荷蘭國立芭蕾學院學習。她談到芭蕾在她生活中的重要性，以及她如何被一家韓國經紀公司挖掘。
我們也看到了他們的創作過程，如何將他們的個人故事融入藝術中。製作人試圖傳達這個信息：他們是一個成熟的團體，他們的藝術反映了他們的生活。
紀錄片還提供了對他們訓練日常生活的深入了解，顯示了他們的練習時間表以及他們如何共同努力。然而，這種生活也帶來了壓力和疲勞，成員們經常需要接受身體療法以恢復健康。
最後，我們看到了他們的誕生日慶祝，這是他們生活中更輕鬆愉快的一面。儘管他們的訓練日常非常艱辛，但這些歡樂的時刻提醒我們，他們仍然是一群年輕的人，正在追求他們的夢想。

### 第三集
在這一集的中，我們見證了團員們如何面對挑戰並共同努力。
他們深感壓力，擔心表演不會得到大眾的接受。因此，他們非常認真地進行練習，希望能夠提供最好的表現。我們看到主唱車優彬說到，她希望她的聲音能代表這個團隊，並成為這樣的歌手。
他們也面臨了形象變化的壓力，擔心粉絲和大眾無法接受他們的新形象。但導演Park So-yeon鼓勵他們，如果粉絲真的愛他們，他們一定會欣賞並發現他們努力創造新形象的魅力。
此外，我們也看到他們在拍攝現場的壓力，他們需要在短時間內完成拍攝，這讓他們感到壓力，而他們的導演則是鼓勵他們專注在拍攝上。
我們也看到團員們討論自我管理的重要性，尤其是在宣傳期間。他們認為這是他們需要自己來照顧的部分，並且也需要更強的意志力來為團隊付出。
在最後，我們看到每個團員都對他們的工作有著深深的熱情。他們對自己的夢想充滿信心，並且努力去實現它。他們在面對壓力和挑戰時，仍然保持著專業和決心，這使得他們的努力更加值得尊敬。

### 第四集
影片開始於慶祝樂團首次亮相的畫面，然後每個成員表達了要努力在K-pop界大展鴻圖的決心。此後的鏡頭展現了她們在日常生活和練習中的點滴。
討論練習中遇到的問題、隊長金采源的選定，以及如何進行更有效的練習的過程被生動地捕捉和描繪。整個練習過程中，教練給出了直接而堅定的反饋，使每個成員都能清楚地了解自己需要在哪些方面進行改進。
影片的後半部分更深入地探討了樂團成員的內心世界。每個成員都對將自己的音樂帶給世界有著高昂的熱情和堅定的決心，她們共享的夢想讓她們團結一致，共同面對困難。此外，每位成員都有著獨特的個人故事，她們的夢想、困擾和希望都為樂團增添了不同的色彩。
最後，影片捕捉了她們練習成果的展示，即首次亮相的瞬間。在所有的期待和努力之後，她們終於站在舞台上，向全世界展示了她們的音樂和才華。最後，眾人一起慶祝她們的成功，為這次旅程畫上了完美的句點。影片結束時，每個人都充滿了希望和期待，準備迎接下一個挑戰。

## 軼事
儘管LE SSERAFIM剛出道時是由包括金佳覽在內的6人組成，但在整部紀錄片中，金佳覽的訪問、鏡頭，甚至聲音，皆未曾出現。
宮脇咲良在2023年4月29日播出的《認識的哥哥》公開表示，她在和SOURCE MUSIC簽約時，特別要求不要擔任隊長，因為她認為自己不適合這個角色。這樣坦率的表達甚至讓其他成員都感到驚訝，因為他們之前並不知道這件事。
這也解釋了為什麼LE SSERAFIM的隊長是金采源而不是咲良，儘管咲良在年齡上是團隊中的大姐姐。咲良表示，這個決定對她來說是為了更好地發揮自己的優勢，同時也讓團隊能更順利地運作。
Haruka的本名在2023年6月30日播出的選秀節目《R U Next?》有公開。

## 外部連結
- YouTube上的《The World is My Oyster》播放列表